# Lymantria flavida
Lymantria flavida is een vlinder uit de familie van de spinneruilen (Erebidae), onderfamilie donsvlinders (Lymantriinae). De wetenschappelijke naam van de soort is voor het eerst geldig gepubliceerd in 2007 door Pogue & Schaefer.
Het mannetje heeft een voorvleugellengte van 18 tot 21 millimeter, het vrouwtje van 36 tot 38 millimeter. De rups wordt 25 tot 27 millimeter lang. Als waardplant wordt Terminalia catappa gebruikt, vermoedelijk ook Elaeocarpus sylvestris. De vliegtijd is in mei en juni.
De soort komt voor op het eiland Okinawa, Japan.